# Dusk... and Her Embrace
Dusk... and Her Embrace je druhé album britské extrememetalové skupiny Cradle of Filth. Zvukovou kvalitou se velmi odlišuje od prvního alba, které mělo horší kvalitu. Texty jsou zde lehce inspirovány tvorbou Josepha Sheridana Le Fanu a vampirismem.

## Seznam skladeb
1. Humana Inspired to Nightmare [instrumental] – 1:23
2. Heaven Torn Asunder – 7:06
3. Funeral in Carpathia – 8:24
4. A Gothic Romance (Red Roses for the Devil's Whore) – 8:35
5. Malice Through the Looking Glass – 5:30
6. Dusk and Her Embrace – 6:09
7. The Graveyard by Moonlight [instrumental] – 2:28
8. Beauty Slept in Sodom – 6:32
9. Haunted Shores (feat. Cronos ze skupiny Venom) – 7:04

### Japonská bonusová edice
1. Hell Awaits (Slayer cover) – 5:41
2. Carmilla's Masque [instrumental] - 2:54
3. Nocturnal Supremacy '96 - 5:59

## Sestava
- Dani Filth – zpěv, texty
- Stuart Anstis – kytara
- Gian Pyres - kytara
- Damien Gregori – klávesy
- Robin Eaglestone – baskytara
- Nicholas Barker – bicí